# Primera División de Guinea Ecuatorial 2023-24
La Primera División de Guinea Ecuatorial 2023−24 es la 45.ª edición de la máxima competición de fútbol en Guinea Ecuatorial. Dio inicio el 11 de noviembre de 2023. Dragón FC es el campeón defensor tras haber logrado su segundo título en la temporada pasada.

## Sistema de competición
La competición se divide en dos fases: 

### Fase regular
Los 20 equipos se encuentran subdivididos en dos grupos de 10 equipos cada uno según su ubicación geográfica. Siguiendo un sistema de liga los 10 equipos de cada grupo se enfrentan todos contra todos en dos ocasiones, una en campo propio y otra de visita, sumando un total de 18 jornadas.
Tras finalizar las 18 jornadas, los tres equipos que acaben en primer lugar de cada grupo clasifican a la hexagonal final por el título, mientras los dos peor ubicados de cada grupo descienden de categoría al finalizar la temporada.

### Fase final
Los seis equipos clasificados (los tres mejores de cada grupo) juegan una hexagonal todos contra todos bajo el mismo sistema de liga de la fase regular. El equipo con más puntos después de diez jornadas es declarado campeón y clasificará a la Liga de Campeones de la CAF 2024−25.

## Equipos participantes

### Relevos

#### Región Insular
| Pos. | Descendidos la temporada anterior |
| ---- | --------------------------------- |
| n/d  | Ceiba FC                          |
| n/d  | Recreativo Lampert                |
| n/d  | Real X BP                         |
| n/d  | San Pablo de Nsork                |

| Pos. | Ascendidos desde Segunda División |
| ---- | --------------------------------- |
| 1.°  | Deportivo Ebenezer                |
| 2.°  | Real Teka                         |

#### Región Continental
| Pos. | Descendidos la temporada anterior |
| ---- | --------------------------------- |
| n/d  | Desconocido                       |

| Pos. | Ascendidos desde Segunda División |
| ---- | --------------------------------- |
| 1.°  | Deportivo Evinayong               |
| 2.°  | Estrella de Futuro                |

| Equipo              | Ciudad         | Provincia       |
| Región Insular      | Región Insular | Región Insular  |
| ------------------- | -------------- | --------------- |
| Atlético Semu       | Malabo         | Bioko del Norte |
| Cano Sport Academy  | Malabo         | Bioko del Norte |
| Deportivo Ebenezer  | Malabo         | Bioko del Norte |
| Deportivo Unidad    | Malabo         | Bioko del Norte |
| Estrella Roja       | Malabo         | Bioko del Norte |
| Leones Vegetarianos | Malabo         | Bioko del Norte |
| Real Teka           | Malabo         | Bioko del Norte |
| Santa María         | Malabo         | Bioko del Norte |
| Sony Elá Nguema     | Malabo         | Bioko del Norte |
| The Panthers        | Malabo         | Bioko del Norte |
| Región Continental  |                |                 |
| 15 de Agosto        | Aconibe        | Welé−Nzas       |
| Akonangui           | Ebibeyin       | Kié−Ntem        |
| Bata City Sport     | Bata           | Litoral         |
| Deportivo Evinayong | Evinayong      | Centro Sur      |
| Deportivo Mongomo   | Mongomo        | Welé−Nzas       |
| Dragón FC           | Bata           | Litoral         |
| EDSA                | Bata           | Litoral         |
| Estrella de Futuro  | Mongomo        | Welé−Nzas       |
| Fundación Bata      | Bata           | Litoral         |
| Inter Litoral       | Bata           | Litoral         |

## Fase regional

### Región Insular
| Pos. | Equipos             | Pts | PJ | G  | E | P  | GF | GC | Dif. | Clasificación    |
| ---- | ------------------- | --- | -- | -- | - | -- | -- | -- | ---- | ---------------- |
| 1    | Cano Sport Academy  | 37  | 16 | 11 | 4 | 1  | 32 | 12 | +18  | Fase nacional    |
| 2    | Deportivo Ebenezer  | 28  | 16 | 8  | 4 | 4  | 23 | 18 | +5   | Fase nacional    |
| 3    | Deportivo Unidad    | 27  | 16 | 7  | 6 | 3  | 21 | 12 | +9   | Fase nacional    |
| 4    | The Panthers        | 25  | 16 | 7  | 4 | 5  | 14 | 14 | 0    | Fase nacional    |
| 5    | Atlético Semu       | 24  | 16 | 7  | 3 | 6  | 26 | 16 | +10  |                  |
| 6    | Estrella Roja       | 21  | 16 | 5  | 6 | 5  | 10 | 11 | −1   |                  |
| 7    | Real Teka           | 17  | 16 | 2  | 7 | 7  | 17 | 23 | −6   |                  |
| 8    | Sony Elá Nguema     | 13  | 16 | 2  | 7 | 7  | 16 | 24 | −8   |                  |
| 9    | Leones Vegetarianos | 12  | 16 | 3  | 3 | 10 | 13 | 28 | −15  | Segunda División |
| 10   | Santa María         | 10  | 16 | 3  | 4 | 9  | 15 | 27 | −13  | Segunda División |

### Región Continental
| Pos. | Equipos             | Pts | PJ | G  | E | P  | GF | GC | Dif. | Clasificación    |
| ---- | ------------------- | --- | -- | -- | - | -- | -- | -- | ---- | ---------------- |
| 1    | Deportivo Mongomo   | 34  | 16 | 10 | 4 | 2  | 22 | 9  | +13  | Fase nacional    |
| 2    | 15 de Agosto        | 33  | 16 | 9  | 6 | 1  | 23 | 5  | +18  | Fase nacional    |
| 3    | Fundación Bata      | 27  | 16 | 8  | 3 | 5  | 29 | 18 | +11  | Fase nacional    |
| 4    | EDSA                | 27  | 16 | 8  | 3 | 5  | 23 | 15 | +8   | Fase nacional    |
| 5    | Deportivo Evinayong | 24  | 16 | 7  | 3 | 6  | 24 | 23 | +1   |                  |
| 6    | Akonangui           | 22  | 16 | 6  | 4 | 6  | 18 | 21 | −3   |                  |
| 7    | Estrella de Futuro  | 19  | 16 | 5  | 4 | 7  | 15 | 28 | −13  |                  |
| 8    | Inter Litoral       | 16  | 16 | 3  | 7 | 6  | 15 | 19 | −4   |                  |
| 9    | Bata City Sport     | 12  | 16 | 3  | 3 | 10 | 15 | 30 | −15  | Segunda División |
| 10   | Dragón FC           | 7   | 16 | 2  | 1 | 13 | 18 | 34 | −16  | Segunda División |